# Устинов, Иван Фёдорович
Иван Фёдорович Устинов (1926—1997) — советский хозяйственный и политический деятель.

## Биография
Родился в 1926 году в деревне Станинская. Член КПСС.
Окончил Московский энергетический институт.
Участник Великой Отечественной войны в составе 146-й стрелковой дивизии. Участник Парада Победы 1945 года.
В 1945—1952 гг. — колхозник в родной деревне.
В 1957—1961 гг. — мастер, старший мастер цеха Куйбышевской ГЭС.
В 1961—1965 гг. — начальник электроцеха Братской ГЭС.
В 1965—1987 гг. — директор Иркутской ГЭС, главный инженер эксплуатации Асуанской ГЭС, главный инженер Саяно-Шушенской ГЭС, директор Братской ГЭС имени 50-летия Великого Октября.
Заслуженный энергетик РСФСР.
За разработку тяжелогруженных эластичных металлопластмассовых опор скольжения и внедрение их на гидроагрегатах крупнейших ГЭС был в составе коллектива удостоен Государственной премии СССР в области науки и техники 1985 года.
Умер в 1997 году.

## Награды
- Орден Ленина
- Орден Отечественной войны II степени
- Орден Трудового Красного Знамени